# أنطونيو غوزمان نونيز
أنطونيو غوزمان نونيز (بالإسبانية: Antonio Guzmán Núñez)‏ (مواليد 2 ديسمبر 1953 في توريخون دي أردوز، مدريد)، لاعب كرة قدم إسباني معتزل.

## حياته المهنية
لعب لأندية الدوري الإسباني رايو فاليكانو وأتلتيكو مدريد. أصبح مشهوراً في نادي فاليكاس لكنه لعب أفضل في أتلتيكو مدريد، حيث لعب 73 مباراة في الدوري الإسباني مع نادي أتلتيكو مدريد، وسجل 5 أهداف فقط رغم أنه لعب في مركز خط الوسط.

## مع المنتخب الإسباني
لعب مباراتين مع منتخب إسبانيا لكرة القدم (كلاهما في عام 1978)، ومثل بلاده في كأس العالم لكرة القدم 1978.

## وصلات خارجية
- BDFutbol profile
- أنطونيو غوزمان نونيز على موقع الاتحاد الدولي (مؤرشف)  (الإنجليزية)
- أنطونيو غوزمان نونيز على موقع قاعدة بيانات كرة القدم.إي يو (الإنجليزية)
- أنطونيو غوزمان نونيز على موقع ناشيونال فوتبول تيمز (الإنجليزية)